# 금관총 금제 허리띠
금관총 금제 허리띠(金冠塚金製銙帶)는 1921년 지금의 대한민국 경상북도 경주시 노서동 금관총에서 금관과 함께 발굴된, 금으로 만든 허리띠와 그 장식품이다. 직물이나 가죽으로 만든 띠 위에 사각형의 금속판을 붙여 만든 허리띠와 거기에 늘어뜨린 장식품으로 이루어져 있다.

## 개요
과대는 직물로 된 띠의 표면에 사각형의 금속판을 붙여 만든 허리띠를 말하며, 요패는 허리띠에 늘어뜨린 장식품을 말한다. 옛날 사람들은 허리띠에 옥(玉)같은 장식품과 작은칼, 약상자, 숫돌, 부싯돌, 족집게 등 일상도구를 매달았는데, 이를 관복에 적용한 것으로 보인다. 백제나 신라에서는 관직이나 신분에 따라 재료, 색, 수를 달리하여 그 등급을 상징하였다.
허리띠 길이는 109cm, 장식의 길이는 54.4cm이다. 허리띠는 39개의 얇은 순금판을 오려 만든 사각형의 판에 꽃봉오리 모양의 장식판이 달려 있으며, 양끝에는 허리띠를 채울 수 있는 고리 교구가 있다. 사각형의 금판은 인동무늬를 간략화 한 무늬를 도안한 다음 끌로 떼어내어 무늬를 표현하였고, 사각형과 심엽형판 위에는 둥근 달개를 금실로 꼬아 매달아 장식하였다. 허리띠에는 장식을 한 장식품인 요패가 17개가 달려 있는데, 작은 타원형 모양과 사각형을 이은 장식과 금 고리를 연결한 장식 끝에는 물고기 모양, 굽은 옥, 금으로 만든 굽은 옥, 사다리꼴 모양, 무늬를 새긴 다양한 모양의 장식품이 달려 있다. 장식품의 길이는 일정하지 않으며, 작은 장식품은 작은 원형과 사각형 6개를 이었으며 긴 장식은 큰 타원형과 사각형의 장식 10개로 연결하고 그 끝에는 다시 원형을 잘라 만든 둥근 달개와 금방울이 달려 있는 것으로 제일 끝에 달았다.

## 갤러리

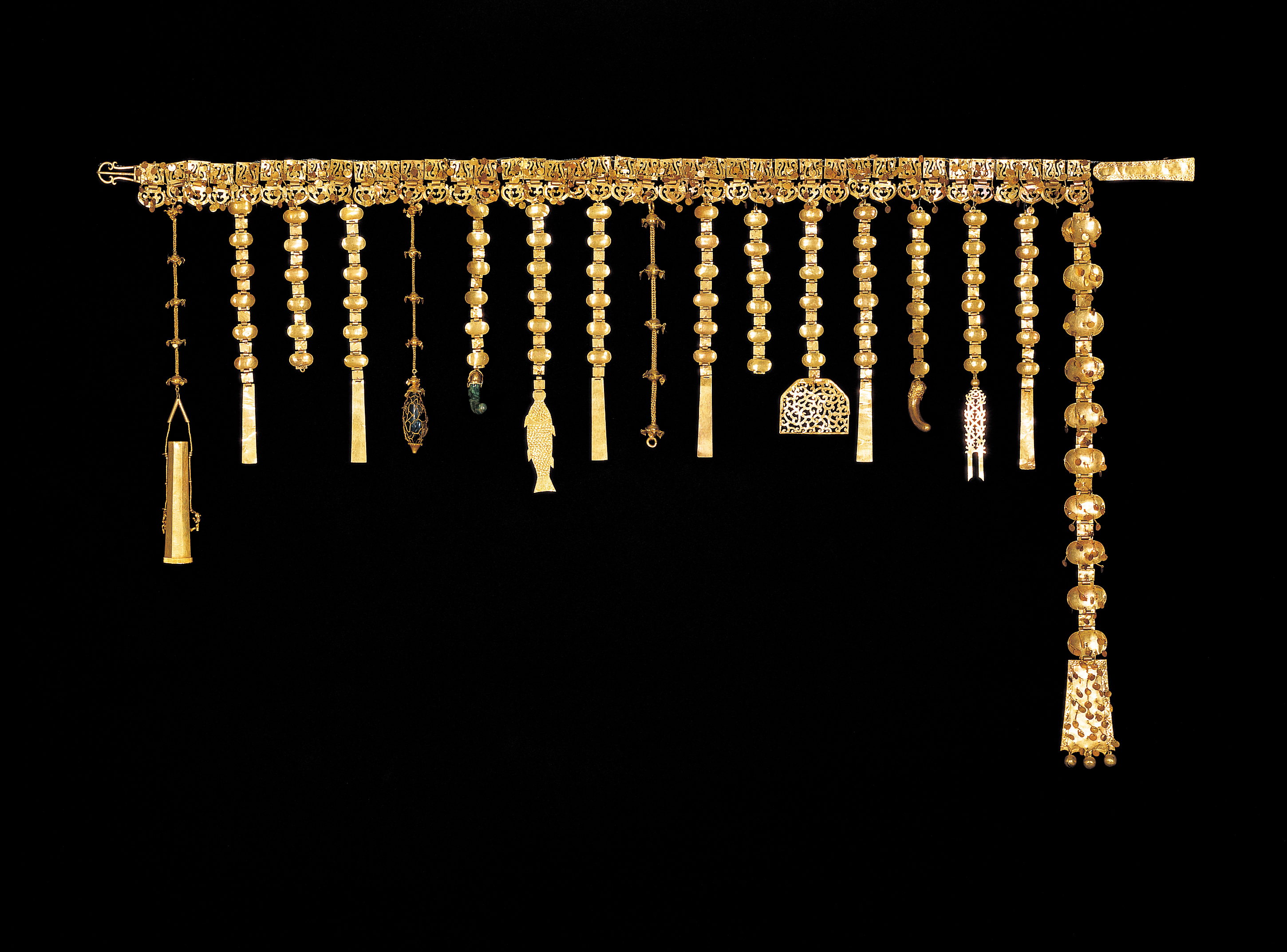

## 같이 보기
- 금관총